# Ciudad Obregón
Ciudad Obregón a Mexikó Sonora állam második legnagyobb városa, Cajeme község központja, a Ciudad Obregón-i egyházmegye püspöki székvárosa. Lakossága 2010-ben megközelítette a 300 000 főt.

## Földrajz

### Fekvése
A település a Csendes-óceán parti síkságának és a Nyugati-Sierra Madre hegységnek a találkozásánál fekszik, még a viszonylag sík területen, a tenger szintje felett 30–45 méter magasságban, területe északkelet felé lassan emelkedik. Utcahálózatára az egymást derékszögben metsző észak–déli és kelet–nyugati irányú utak a jellemzőek. A várost mezőgazdasági területek veszik körül.

### Éghajlat
A város éghajlata forró és száraz. Minden hónapban mértek már legalább 34 °C-os hőséget, a rekord meghaladta a 46 °C-ot is. Az átlagos hőmérsékletek a januári 17,4 és a júniusi 31,9 fok között váltakoznak, fagy nagyon ritkán fordul elő. Az évi átlagosan 377 mm csapadék időbeli eloszlása nagyon egyenetlen: a júliustól szeptemberig tartó mindössze 3 hónapos időszak alatt hull az éves mennyiség közel 70%-a.
| Hónap                                   | Jan. | Feb. | Már. | Ápr. | Máj. | Jún. | Júl. | Aug. | Szep. | Okt. | Nov. | Dec. | Év   |
| --------------------------------------- | ---- | ---- | ---- | ---- | ---- | ---- | ---- | ---- | ----- | ---- | ---- | ---- | ---- |
| Rekord max. hőmérséklet (°C)            | 34,0 | 38,0 | 41,0 | 42,0 | 45,0 | 45,0 | 46,5 | 45,5 | 46,0  | 45,0 | 40,0 | 34,0 | 46,5 |
| Átlagos max. hőmérséklet (°C)           | 25,0 | 26,7 | 28,7 | 32,5 | 35,8 | 37,9 | 38,0 | 37,7 | 37,5  | 35,1 | 30,0 | 25,3 | 32,5 |
| Átlaghőmérséklet (°C)                   | 17,4 | 18,6 | 20,3 | 23,5 | 26,9 | 30,6 | 31,9 | 31,6 | 31,0  | 27,5 | 22,1 | 17,9 | 25,0 |
| Átlagos min. hőmérséklet (°C)           | 9,8  | 10,6 | 11,9 | 14,5 | 18,0 | 23,2 | 25,7 | 25,4 | 24,6  | 20,0 | 14,2 | 10,4 | 17,4 |
| Rekord min. hőmérséklet (°C)            | −2,0 | 0,5  | 4,0  | 6,0  | 10,0 | 12,0 | 16,0 | 15,0 | 15,0  | 9,5  | 4,5  | 2,0  | −2,0 |
| Átl. csapadékmennyiség (mm)             | 21   | 11   | 5    | 2    | 0    | 6    | 84   | 94   | 85    | 29   | 14   | 25   | 377  |
| Forrás: Servicio Meteorológico Nacional |      |      |      |      |      |      |      |      |       |      |      |      |      |

## Közlekedés
A városon áthalad az egész ország egyik legfontosabb főútja, a Mexikóvárost az északi határon fekvő Heroica Nogalesszel összekötő 15-ös út, valamint északkelet felé, San Nicolás irányába is vezet egy állami főút. A település nemzetközi repülőtérrel is rendelkezik, amelynek IATA-kódja CEN, ICAO-kódja MMCN.

## Népesség
A település népessége a közelmúltban folyamatosan és gyorsan növekedett:
| Év   | Lakosság |
| ---- | -------- |
| 1990 | 219 980  |
| 1995 | 244 028  |
| 2000 | 250 790  |
| 2005 | 270 992  |
| 2010 | 298 625  |

## Története
A mai település helyén a 20. század elején még nem volt lakott hely. 1910 körül öntözőrendszereket kezdtek kialakítani a területen, ekkor a Plano Oriente nevű helyen telepedtek le néhányan, majd 1912-ben az óceán partjának közepén végighúzódó vasútvonalon Cajeme névvel állomást is létesítettek itt. Ezt a nevet Cajeme, azaz José María Leyva Pérez 19. századi jaki indián vezérről kapta. A lassan kialakuló Cajeme település eredetileg Cócorit községhez tartozott, de 1927. november 29-én önálló községközponttá nevezték ki. Első önkormányzata 1928. január elsején kezdte meg működését. Ugyanebben az évben, a július 28-i rendelettel kimondták, hogy a város neve ezentúl Álvaro Obregón néhány nappal azelőtt meggyilkolt, sonorai származású államelnök tiszteletére Ciudad Obregón lesz.

## Gazdaság
1961 óta itt működik a Grupo Modelo egyik sörgyára.

## Turizmus, látnivalók, kultúra
A város nem kifejezett turisztikai célpont, múzeumai és régi műemlékei sincsenek. Számos helyi és országos jelentőségű történelmi személyiségnek emeltek viszont szobrot, például Jesús García Coronának, Benito Juáreznek, Miguel Hidalgo y Costillának, Ignacio Zaragozának, Norman E. Bourlougnak, Juan Maldonado Tetabietének, Lázaro Cárdenasnak és José María Leyva Cajemének. A Ciudad Obregón-i egyházmegye központjának számító Jézus Szent Szíve székesegyház 1979-ben épült.